# Mirosław Stroczyński
Mirosław Stroczyński (ur. 25 lutego 1958 w Kamiennej Górze, zm. 28 czerwca 2013 w Sydney, w Australii) – polski górnik, jeden z przywódców strajku w Kopalni Węgla Kamiennego „Ziemowit” w 1981, współtwórca NSZZ „Solidarność” na Górnym Śląsku.

## Życiorys
Absolwent Zasadniczej Szkoły Górniczej w Boguszowicach-Gorcach z 1975 r. Pracował w zawodzie górnika początkowo w KWK „Victoria” w Wałbrzychu, w latach 1975–1978, a następnie w KWK „Ziemowit” w Lędzinach, w latach 1978–1984.
Brał udział w strajku w KWK „Ziemowit” w okresie od 13 sierpnia do 3 września 1980 r., był członkiem Komitetu Strajkowego. Od grudnia 1980 był także członkiem NSZZ „Solidarność” i członkiem Komitetu Założycielskiego, a następnie Komitetu Zakładowego „Solidarności”.
Po wprowadzeniu stanu wojennego, 15 grudnia 1981 r., staną na czele 5-osobowej grupy kierującej podziemnym strajkiem w KWK „Ziemowit”, w którym uczestniczyło ok. 2 tys., górników. Był to drugi co do długości podziemny strajk w kopalniach po wprowadzeniu stanu wojennego (dłuższy był strajk w KWK „Piast”). Strajk zakończył się w 23 grudnia, tuż przed wigilią Bożego Narodzenia. Został aresztowany 27 grudnia 1981 r., i do rozprawy przebywał początkowo w Komendzie Wojewódzkiej MO w Tychach, a następnie areszcie śledczym w Katowicach. Sądzony był na podstawie dekretu o stanie wojennym, przez Sąd Śląskiego Okręgu Wojskowego. Jako przewodniczący Komitetu Strajkowego został skazany na karę 7 lat więzienia i 4 lata pozbawienia praw publicznych. Podczas rozprawy Stroczyński w ramach protestu wskoczył nogami na ławę oskarżonych i odśpiewał hymn państwowy.
Wyrok pozbawienia wolności, Mirosław Stroczyński odbywał kolejno w areszcie w Katowicach, a następnie w zakładach karnych we Wrocławiu i Strzelinie. W więzieniu był współorganizatorem i przywódcą wraz z Czesławem Lipką i Januszem Pałubickim, najdłuższego w historii polskiego więziennictwa strajku głodowego, w którym osadzeni opozycjoniści domagali się uznaniach za więźniów politycznych. Strajk trwał 54 dni od 5 grudnia do 27 stycznia 1984 r. W lipcu 1984 r., został zwolniony na mocy amnestii.
W kolejnych latach podejmował krótkookresowe zatrudnienie między innymi w Przedsiębiorstwie Remontowo-Budowlanym Przemysłu Węglowego w Tychach w latach 1984–1986, Spółdzielni Pracy Mirem w Mikołowie w latach 1986–1988 czy Powszechnej Spółdzielni Spożywców „Społem” w latach 1988–1989. W latach 1989–1994 podjął ponownie pracę w KWK „Ziemowit”, a od 1994 r., przebywał na rencie. W związku z jego problemami finansowymi po interwencji środowisk związkowych, opozycyjnych i mediów otrzymał rentę socjalną. W 2002 emigrował z Polski do Australii, gdzie zmarł 28 czerwca 2013 r., w wieku 55 lat.

## Odznaczenia
- Krzyż Komandorski Orderu Odrodzenia Polski (2007)[1]